# 萩原タケ
萩原 タケ（はぎわら たけ、1873年2月7日 – 1936年5月27日）は、日本の看護婦。日本赤十字社病院救護看護婦監督。日本看護婦協会初代会長。第一回フローレンス・ナイチンゲール記章を受章した。

## 略歴
1873年2月7日、神奈川県多摩郡五日市村 (現・東京都あきる野市) で、藁屋を営む喜左衛門・ちよの長女として生まれる。下には5人の弟がおり家計は苦しかった。1878年、5歳で勧能学校（小学校）に入り、成績優秀だったが、3年ほどで退学した。
1890年から「女学雑誌」の通信教育「通信女学」を受けはじめた。1891年1月に通信女学部の全17教科を終了して卒業証書をもらった。1891年春、両国矢ノ倉の桜井産婆学校に入学したが、経済的理由で1年足らずで退学した。1893年、日本赤十字社病院救護看護婦養成所の募集を知り、第七回生となった。日清戦争開始翌年の1895年、修学中の看護婦生徒も戦傷病者の看護のため戦地に派遣されることになり、タケも従軍した。動作が機敏で手先が器用、気配りもできるタケは、患者からも医者からも信頼された。1896年6月の三陸大津波では災害派遣班に選ばれた。1896年10月に養成所を卒業した。
1900年の北清事変では、専属病院船「弘済丸」の看護婦長に選ばれた。救護者にはフランス兵も含まれており、このときの献身的な看護に対してフランス政府からオフィシェー・ド・アカデミー(Officier d'académie＝アカデミー役員)記章が贈られた。1903年には看護婦副取締になり、全看護婦を統括し生徒を教育養成した。1904年の日露戦争中には看護婦取締代理を務めた。
1907年から1908年9月まで、伏見宮家・山内禎子のパリ行きに随行した。随行終了後も語学研修のためパリに滞在した。1909年7月、国際看護婦協会（ICN）ロンドン大会に日本人看護婦として初めて参加した。1909年9月に帰国した。1909年、国際看護婦協会名誉副会長に推薦された。
1910年、日本赤十字社病院看護婦監督に就任した。1920年、日赤病院看護婦副監督の山本やを、日赤奉天病院看護婦長の湯浅うめとともに、第一回フローレンス・ナイチンゲール記章を受章した。1929年、日本看護婦協会初代会長に就任した。1936年5月27日、日本赤十字社病院で死去。享年63。あきる野市役所五日市出張所玄関前にタケの胸像が建てられている。

## 家族
- 父方祖父・甚兵衛 ‐ 五日市村（現・あきる野市五日市）の炭問屋。裕福な商家だった。[4]
- 父・喜左衛門 ‐ 岩井村の青木佐兵衛の二男で甚兵衛の娘婿。維新後の炭の自由化により家業が傾き、不慮の災難などが重なりほとんどの田畑山林を手放し、細々と藁屋を営む。[4]
- 母方祖父・石川友益（1805-1886） ‐ 漢方医。名古屋生まれ。伊那村（現・あきる野市伊奈）の医師・石川古庵の養子となり家業の傍ら私塾を営み、地域の教育者として知られた。弟子に医師の海老沢峰章。[4][5]
- 母・千代 ‐ 友益の娘、喜左衛門の後妻（前妻は一女を残し死去）。[4]

## 文献
- 森礼子『献身－萩原タケの生涯』（1995/05）白水社　ISBN 978-4560028834
- 江刺昭子 (編集)・史の会 (編集)『時代を拓いた女たち―かながわの131人』（2005/04）神奈川新聞社 ISBN 978-4876453580